# Бюттер, Йоп
Йохан (Йоп) Бюттер (нидерл. Johan "Joop" Butter; 18 ноября 1936, Велзен, Северная Голландия — 25 декабря 2012, Девентер, Оверэйссел) — нидерландский футболист, игравший на позиции полузащитника и защитника. Футбольную карьеру начинал в амстердамском «Аяксе», затем более 10 лет выступал за «Гоу Эхед».

## Биография
Йоп Бюттер родился 18 ноября 1936 года в городе Велзен. Как и многие футболисты, Йоп начал постигать азы футбола ещё на улицах своего родного города. В юности, когда Бюттер учился в школе, он играл за школьную команду на вратарской позиции. Первой настоящей командой Бюттера стал клуб АСВ (рус. Амстердамская Спортивная Ассоциация) из Амстердама. Отец Йопа, в прошлом игрок клуба ВСВ, был настолько заинтересован в футбольном будущем своего сына, что вступил в АСВ и в итоге стал её президентом.
До 14 лет Бюттер выступал за АСВ, но вскоре его талант был замечен скаутами амстердамского «Аякс». После первого просмотра юному футболисту было отказано, однако со второй попытки Йоп был взят в юношескую команду именитого клуба. Хотя отец Йопа и был против перехода сына в «Аякс», но всё же он дал своё согласие. В момент, когда Бюттер попал в «Аякс», клубом временно руководил англичанин Джек Рейнолдс. Выступал Йоп в юношеской команде успешно, и даже стал два раза чемпионом страны в своей возрастной группе.
В возрасте 17 лет Бюттер сыграл пару матчей во второй команде «Аякса», а в основном составе впервые сыграл в товарищеской игре против «Харлема». С 16 до 18 лет Бюттер призывался в молодёжную сборную Нидерландов. Когда ему исполнилось 18 лет, футбол в Нидерландах всё ещё имел статус полупрофессионального вида спорта, однако он всё же подписал контракт с «Аяксом». На полупрофессиональном уровне Бюттер отыграл за «Аякс» два сезона, проведя 18 матчей и забив за это время четыре гола. После двух лет в «Аяксе», ему было необходимо отправиться служить в армию. Во время военной службы он находился в Девентере, возможности отправиться в Амстердам у него не было, и поэтому по совету старшего по званию Йоп решил выступать за местный клуб «Гоу Эхед».
В составе клуба Бюттер дебютировал в сезоне 1956/1957, и даже несмотря на то, что Йоп был полузащитником, в дебютном сезоне он забил 15 мячей. В то время за «Гоу Эхед» выступали такие игроки как, Хенк ван Брюссел, Мос, Геррит Нихаус и ван Зогел. За короткое время команда сумела из Второго дивизиона пробиться в Первый, это произошло в сезоне 1958/59. В общей сложности он забил за клуб 57 мячей — 27 в втором дивизионе, 30 в первом. Позже стал выступать в качестве правого защитника, и стал известен своей жёсткостью по отношению к соперникам по команде. Именно жёсткий стиль Бюттера стал причиной завершения игровой карьеры вратаря «Энсхеде» Пита Лагарде. 27 сентября 1964 года «Гоу Эхед» принимал дома клуб «Энсхеде». В одном игровом моменте Бюттер въехал коленом в спину голкипера Лагарде, последнему пришлось покинуть поле, а спустя два дня в больнице ему удалили почку. В составе «Гоу Эхеда» в Высшем дивизионе Нидерландов Йоп отыграл четыре сезона, сыграв за это время 105 матчей в чемпионате.